# Anna Rudolf
Anna Rudolf (ur. 12 listopada 1987 w Miszkolcu) – węgierska szachistka, arcymistrzyni od 2008 roku.

## Kariera szachowa
Wielokrotnie zdobywała medale mistrzostw Węgier juniorek, m.in. złote w latach 1999 (w kategorii do 12 lat), 2000 (do 14 lat) oraz 2007 (do 20 lat). Była również wielokrotną reprezentantką kraju na mistrzostwach świata i Europy w różnych kategoriach wiekowych, dwukrotnie zajmując VIII miejsca (2003 – MŚ do 16 lat oraz 2006 – MŚ do 20 lat). W 2003 r. reprezentowała swój kraj w drużynowych mistrzostwach Europy do 18 lat, zdobywając złoty medal za indywidualny wynik na II szachownicy.
Normy na tytuł arcymistrzyni wypełniła w 2007 r. podczas indywidualnych mistrzostw Europy kobiet w Dreźnie oraz w otwartym turnieju w Vandœuvre-lès-Nancy (w turnieju tym pokonała m.in. francuskiego arcymistrza Christiana Bauera). W 2008 r. odniosła największy sukces w dotychczasowej karierze, zdobywając w Wyszehradzie tytuł indywidualnej mistrzyni Węgier. W tym samym roku zadebiutowała w narodowej drużynie na rozegranej w Dreźnie szachowej olimpiadzie. W 2009 r. wystąpiła w reprezentacji kraju na drużynowych mistrzostwach Europy w Nowym Sadzie, natomiast w 2010 r. zdobyła w mieście Nagykanizsa drugi tytuł mistrzyni Węgier.
Najwyższy ranking w dotychczasowej karierze osiągnęła 1 lipca 2010 r., z wynikiem 2393 punktów zajmowała wówczas 71. miejsce na światowej liście FIDE, jednocześnie zajmując 5. miejsce wśród węgierskich szachistek.

## Kariera internetowa
Od 2016 roku Anna publikuje filmy na platformie YouTube. Są to wideoblogi związane z szachami, lecz od 2020 roku pojawiają się również nagrania przedstawiające ją grającą w gry komputerowe.
W 2020 roku Anna Rudolf opublikowała swój kurs szachowy pod tytułem "Anna's Anatomy of The Attack: Same-Side Castling".
Anna transmituje na żywo w serwisie Twitch rozgrywki internetowe w szachy ze swoimi fanami, a także gry komputerowe takie jak AmongUs czy Fall Guys.
Swoją popularność w Internecie częściowo zawdzięcza swojemu chłopakowi, Kevinowi O'Reilly, co przyznaje w jednym z wpisów na Instagramie.